# Kazimierz Ciołkosz
Kazimierz Ciołkosz (ur. 10 lipca 1912 w Zręcinie, zm. 2008) – polski rolnik, Sprawiedliwy wśród Narodów Świata.

## Życiorys
Kazimierz Ciołkosz urodził się jako syn Wiktora i Rozalii z domu Misiak. Miał dwóch braci, Bolesława i Stanisława. Był rolnikiem zamieszkałym w Zręcinie w okolicach Krosna. Do 1942 r. jego sąsiadami była pochodząca z Katowic żydowska rodzina Friesów: obnośny sprzedawca tekstyliów Szymon i Elżbieta (Estera) z Grünszpanów oraz ich dwie dorosłe córki Anna i Zofia. Od lata 1942 r. Ciołkosz dostarczał żywność Friesom wywiezionym do getta w Jedliczu. Dla Anny i Zofii zorganizował fałszywe dokumenty, dzięki czemu kobiety uciekły z Jedlicza i ukryły się na strychu domu Ciołkosza. Parę dni później Ciołkosz zorganizował dla Zofii kryjówkę u znajomych o nazwisku Czajkowscy, późniejszych Sprawiedliwych wśród Narodów Świata, wówczas mieszkających w sąsiedniej wsi, którzy wówczas już ukrywali rodzinę Lipinerów. W schronieniu u Ciołkosza została Anna, o czym po kilku tygodniach dowiedziały się władze niemieckie. Ukrywana zdołała uciec z transportu na posterunek Gestapo w Krośnie i z braku innych możliwości, powróciła do Ciołkosza, który ukrył Fries w zaroślach rzeki Jasiołka. Kolejne kryjówki zorganizowane przez Ciołkosza dla Anny mieściły się u Jana i Heleny Majchrowiczów oraz u zamieszkałej w Zręcinie siostry, Zofii Peczarskiej. Krośnieńskie Gestapo aresztowało Ciołkosza wiosną 1943 r. Poddany torturom nie ujawnił miejsca przebywania Anny Freis. Podjął ucieczkę z więzienia w Krośnie po trzech miesiącach pobytu i pozostał w ukryciu do wkroczenia Armii Czerwonej we wrześniu 1944 r.
Kazimierz Ciołkosz i ukrywana przez niego podczas okupacji Anna Freis, późniejsza absolwentka chemii Uniwersytetu Jagiellońskiego i pracowniczka Rafinerii Nafty Jedlicze, zawarli związek małżeński. Ich wspólny grób znajduje się na cmentarzu komunalnym w Jedliczu.
29 stycznia 1992 r. Jad Waszem uznał Kazimierza Ciołkosza za Sprawiedliwego wśród Narodów Świata.